# キャップ革命 ボトルマン
『キャップ革命 ボトルマン』（キャップかくめい ボトルマン）は、タカラトミーから発売された玩具。

## 概要
後方のトリガーを押し込むことにより発射口から装填したペットボトルキャップをホールドパーツと呼ばれる腹部の固定パーツの反発力を用いて発射する二頭身の人形玩具であり、構造的には旧タカラが販売していた『ビーダマン』の系譜を汲んでいる。キャップについてはボトルマン本体に付属もしくは関連商品として発売されるボトルマンの公式キャップの他に一般の飲料用のペットボトルキャップで遊ぶこともできるが、遊ぶ際は本体が汚れるなどの事態を防ぐために事前にキャップを洗浄する必要があり、公式サイトやパッケージ、公式の関連動画等でもその旨が記載されている。
タカラトミーのマーケティング本部ボーイズ事業部の山本修平によると、遊びの主流がデジタル化する中、メインターゲットとなる子供たちにあえて手を動かすアナログな遊びや感触を提供したいとするコンセプトがあり、バトルやキャップ集めを通じて、子供同士のコミュニケーションやリサイクルに関心を持つきっかけになればとしている。なお、山本は「デュー山本」として『コロコロコミック』のボトルマンの関連記事や『おはスタ』の特集コーナー、タカラトミー公式YouTubeチャンネルの関連動画に登場し、Webアニメ版にも本人役で登場し声優も担当する。

## 反響
正式発表の前に『新プロジェクト「BM」』と題してシルエットを公開したところ、発表直後からSNSを中心に話題沸騰し、公式オンラインショップでは予約販売を開始してから数時間で予約分が完売した。予約者の内訳はサブターゲットであった20 - 30代前半の若者が中心で、親子2代で遊ぶために購入する人も見られたという。

## 玩具
2020年10月24日から2024年1月27日までタカラトミーから順次発売。メインとなるボトルマンはスーパービーダマン以降のビーダマンシリーズとは異なりプラモデルのようなランナーが付いておらずなおかつ組み立て済みのパーツが封入されておりスムーズに組み立てが可能で、かつコアボトルと呼ばれる本体を中心に各種パーツをカスタマイズさせ自分だけのボトルマンを作ることも可能。そのため、ビーダマンシリーズで別売りで発売されたマガジンなどのオプションパーツは公式キャップやデジタル対戦セット、神ワザチャレンジ10シリーズの2種類、DXエントリーセット、DXカスタマイズセット、ロイヤルグリフォンDXを除いて単体発売されていない。

### ボトルマンのタイプ
ボトルマンには4種類のタイプが存在する。
パワータイプ
強力なショットを放つ、パワーに特化したタイプ。
スピードタイプ
ホールドパーツに内蔵されたローラーによってスピーディーにキャップを発射できる、連射に特化したタイプ。
コントロールタイプ
ホールドパーツにバレルを取り付けることでキャップの軌道を補正する、狙撃に特化したタイプ。
マルチタイプ
先述した3つのタイプを兼ね合わせたタイプ。

### プロトタイプシステム（BOT-01 - BOT-27）
初代シリーズで、それぞれにボトルマン頭部もしくはコアボトルに付けられるキャップと発射用のキャップが1個ずつ付属している。
BOT-01 コーラマル
2020年10月24日発売。「甲賀コータ」モデル。右側のホールドパーツに組み込まれた軟質パーツによって強力なショットを放ち、腕部分のウイングパーツを用いてホールドパーツを締めつけキャップ発射時の威力を高める『締め撃ち』が特徴のパワータイプのボトルマン。カラーリングは赤で、公式キャッチフレーズは『轟発射不死鳥』。
BOT-02 アクアスポーツ
2020年10月24日発売。「帆狩リョウ」モデル。後頭部に搭載のロングマガジンによりキャップを3発装填できるスピードタイプのボトルマン。カラーリングは青で、公式キャッチフレーズは『連射海龍』。
BOT-03 ギョクロック
2020年10月24日発売。「大井ゴエモン」モデル。兜型の照準と刀型のロングバレルが特徴のコントロールタイプのボトルマン。カラーリングは緑で、公式キャッチフレーズは『狙撃侍』。
BOT-04 ボトルマン デジタル対戦セット
2020年10月24日発売。遊び方は後述。限定カラーのコーラマル、バトルフィールド、ボトルターゲット×8、Nintendo Switch連動用SwitchスタンドとJoy-Conスタンドを同梱し、ゲームDLコードを封入した豪華仕様となっている。
●コーラマル(限定カラーver.)
コアボトルがラメ入りに、アーマーパーツがクリアカラーに、キャップが金色に変更された限定カラーのコーラマル。
BOT-05 ボトルマン 公式キャップ
2020年10月24日発売。コーラマル・アクアスポーツ・ギョクロックのキャップが各2個付属。
BOT-06 ワンダーグレープ
2020年11月28日発売。初のライバル機。「峰崎ハンタ」モデル。パワータイプで横撃ちの他のボトルマンとは異なり、縦撃ち（ドライブショット）が可能。カラーリングは紫で、公式キャッチフレーズは『縦回転氷狼』。
BOT-07 ライジングミルク
2020年12月26日発売。ライバル機。「武闘ユキジ」モデル。8連射が可能となる太鼓形状の大型マガジンを搭載したスピードタイプのボトルマン。カラーリングは白で、公式キャッチフレーズは『超連射雷神』。別売りのBOT-09 フウジンブラックと合体して龍神ブレンドラゴンにパワーアップ。
BOT-08 ボトルマン 公式スピードキャップ
2020年12月26日発売。肉抜きされて連射しやすいスピードキャップが6個付属。
BOT-09 フウジンブラック
2021年1月23日発売。ライバル機。「武闘ジョージ」モデル。パワータイプのボトルマン。カラーリングは黒で、公式キャッチフレーズは『超強化風神』。別売りのBOT-07 ライジングミルクと合体して龍神ブレンドラゴンにパワーアップ。
BOT-10 龍神ブレンドラゴン
2021年1月23日発売。ライジングミルクとフウジンブラックのセット品で、シールはホログラフィック仕様に変更されている。「武闘兄弟」モデル。マルチタイプのボトルマン。カラーリングは白と黒で、公式キャッチフレーズは『超合体龍神』。
BOT-11 ボトルマン 公式メタルキャップ
2021年1月23日発売。メタル内蔵で重量感のあるメタルキャップが3個付属。
BOT-12 コーラマル GOLD
2021年2月27日発売。コーラマルのリカラー品にNintendo Switch用のJoy-Conスタンドを同梱し、ゲームDLコードを封入した仕様となっている。「甲賀コータ」モデル。パワータイプのボトルマン。カラーリングは金で、公式キャッチフレーズはコーラマル同様『轟発射不死鳥』。
BOT-13 アクアスポーツ GOLD
2021年3月20日発売。アクアスポーツのリカラー品に限定カラーのスピードキャップを4個同梱した仕様となっている。「帆狩リョウ」モデル。スピードタイプのボトルマン。カラーリングは金で、公式キャッチフレーズはアクアスポーツ同様『連射海龍』。
BOT-14 ギョクロック鋼
2021年4月24日発売。ギョクロックのリカラー品に限定カラーのボトルターゲットを同梱した仕様となっている。「大井ゴエモン」モデル。コントロールタイプのボトルマン。カラーリングは鋼で、公式キャッチフレーズはギョクロック同様『狙撃侍』。アニメ本編未登場。
BOT-15 神ワザチャレンジ10 スマッシュセット
2021年4月24日発売。『爆球連発!!スーパービーダマン』に登場したスタッグスフィンクスの目シールが付いたパーツなしのボトルマン（プロトホワイト〈ギョクロック本体(コアボトル)のリカラー品〉）、ストラックターゲット、ホッケーパック、ボトルターゲット3個のセット。遊び方は後述。
BOT-16 神ワザチャレンジ10 アクロバットセット
2021年4月24日発売。『爆球連発!!スーパービーダマン』に登場したワイバーンシリーズの目シールが付いたパーツなしのボトルマン（プロトブラック〈アクアスポーツ本体(コアボトル)のリカラー品〉）、ジャンプ台、バスケットゴール、ボトルターゲット3個のセット。遊び方は後述。
BOT-17 ワンダーグレープ炎
2021年6月26日発売。ワンダーグレープのリカラー品に限定カラーのスピードキャップを4個同梱した仕様となっている。パワータイプのボトルマン。カラーリングは赤で、公式キャッチフレーズは『紅蓮氷狼』。アニメ本編未登場。
BOT-18 ボトルマン 公式キャップ ビビッドカラーVer.
2021年6月26日発売。コーラマル・アクアスポーツ・ギョクロックのキャップが各2個付属。BOT-05 ボトルマン 公式キャップのリカラー品。
BOT-19 スカルピストル
2021年7月24日発売。バレルを装着できるコントロールタイプのボトルマン。カラーリングは青で、公式キャッチフレーズは『砲撃海賊』。アニメ本編未登場。
BOT-20 ケルペプス
2021年8月21日発売。発射角度を3段階まで下に傾けることが可能なパワータイプのボトルマン。カラーリングは黒で、公式キャッチフレーズは『地鳴三ツ首獣』。アニメ本編未登場。
BOT-21 フウジンエメラルド
2021年10月2日発売。フウジンブラックのリカラー品。パワータイプのボトルマン。カラーリングは青で、公式キャッチフレーズはフウジンブラック同様『超強化風神』。アニメ本編未登場。
BOT-22 サラファイア&ブラストボス 大討伐セット
2021年11月6日発売。ローリングフットにより機動力の高いスピードタイプのボトルマン「サラファイア」と電動ターゲット「ブラストボス」のセット。合体するとコントロールタイプのボトルマン「プレミアムサラファイア」になる。カラーリングはサラファイアは赤でブラストボスは青。公式キャッチフレーズは『超機動火龍』（サラファイア）と『暴走巨大龍』（ブラストボス）。ブラストボスはテレビアニメ『キャップ革命 ボトルマンDX』の最終話にて名前通りボスとして登場した。
BOT-23 ボトルマン 公式レーザーキャップ
2021年10月23日発売。蓄光素材のキャップが6個付属。
BOT-24 サーメッツ
2021年11月20日発売。ダブルスプリングトリガーとサーバーアームが特徴のスピードタイプのボトルマン。カラーリングは緑で、公式キャッチフレーズは『超速射鮫』。アニメ本編未登場。
BOT-25 ランダムコレクションVol.01
2021年12月29日発売。4種類のボトルマンの内1種類がランダムで封入。ラインナップは「コーラマル・エナジー」、「アクアスポーツ・シールド」、「ギョクロック・4G」とマルチタイプの新規ボトルマンレア枠「デュアルゴールド」の4種。公式キャッチフレーズは存在しない。アニメ本編未登場。
●コーラマル・エナジー
強化ホールドパーツを内蔵したパワータイプのボトルマン。ヘッドパーツが新規に造形されたコーラマルのリデコ品である。カラーリングはメタリックレッド。
●アクアスポーツ・シールド
強化ホールドパーツを内蔵したスピードタイプのボトルマン。アームパーツが新規に造形されたアクアスポーツのリデコ品である。カラーリングは白。
●ギョクロック・4G
強化ホールドパーツを内蔵したコントロールタイプのボトルマン。フットパーツが新規に造形されたギョクロックのリデコ品である。カラーリングはオレンジ。
●デュアルゴールド
レア枠であり、他の3機にある新規造形のパーツを全て兼ね備え、コアボトルはギョクロックのものにアクアスポーツ・シールドの強化ホールドパーツを装着している。この構成から他の3機体を持っていれば同じ性能の機体が作れる。カラーリングは金。
BOT-26 ダブルスパークリングセット
2021年12月29日発売。リングサイトとレールトリガーが特徴のコントロールタイプのボトルマン「スパーキングナイト」とパワーウイングが特徴のパワータイプのボトルマン「タンサターン」の2体セット。スパーキングナイトのカラーリングは白で、タンサターンのカラーリングは黒。公式キャッチフレーズは『超聖度騎士＆強化翼魔人』。アニメ本編未登場。
BOT-27 C.C.レオン
2022年1月29日発売。コースナビフット搭載のコントロールタイプのボトルマン。C.C.レモン公認ボトルマン。カラーリングは黄色で、公式キャッチフレーズは『広角砲獣王』。アニメ本編未登場。

#### 非売品（プロトタイプシステム）
ここでは懸賞やイベントのキャンペーン等で配布された商品について解説する。
BOT-00 プロトタイプボトルマン(キャンペーン品)
ビーダマンを題材にした漫画『爆球連発!!スーパービーダマン』に登場した主人公機・フェニックスシリーズの目シールが付いたパーツなしのスピードタイプのボトルマン（コアボトル自体はコーラマルのコアボトルのリカラー品だが、ホールドパーツがローラー内蔵のため）。
タカラトミー公式Twitterのリツイートキャンペーンや『コロコロコミック』の懸賞、デジタル対戦セットの初回購入特典として手に入ることができた。カラーリングはプレーンクリア。
BOT SP-01 デカビタマル
「ボトルマン×デカビタC」キャンペーン限定のパワータイプのボトルマン。コーラマルのリカラー品。カラーリングは金で、公式キャッチフレーズは『大弾火焔鳥』。アニメ本編未登場。
BOT SP-02 神ワザ王キャップ
神ワザチャレンジコンテストにて50名×3回のみ与えられたゴッドレアのキャップ。後にDXシステムでコロツアー2022の6会場にて100個ずつ配布された。
BOT SP-03 コーラマルZERO
タカラトミーバトルホビーキャンペーンとコーラマルZEROゲットキャンペーン限定のパワータイプのボトルマン。コーラマルのリカラー品。カラーリングはメタルブラックで、公式キャッチフレーズはコーラマル同様『轟発射不死鳥』。アニメ本編未登場。
BOT SP-04 サラファイア ゴールドVer.
『月刊コロコロコミック』2021年10月号にて行われた銀はがしキャンペーン限定のスピードタイプのボトルマン。サラファイアのリカラー品。カラーリングは金で、公式キャッチフレーズはサラファイア同様『超機動火龍』。ブラストボスは付属せず、コーラマル GOLD等と同じサイズの箱が新造された。アニメ本編未登場。
BOT SP-05 公式キャップBLACK Ver
何も印字されていない黒色のキャップ1つが説明書と共に袋へ入れられたもの。『コロコロBASE ブラザーズ祭り!!』で配布された。DXシステムではボトルマンに付属の印字なしのブレットキャップが一般的だが、プロトタイプの時期では珍しく希少だった。
BOT SP-06 ギョクロック鋼ブルーKidsStation＆ANIMAX Ver.
アニマックス&キッズステーション合同キャンペーン限定のコントロールタイプのボトルマン。ギョクロック鋼と別添えの袋に入ったシール＆オリジナルデザインのキャップをセットにしたもの。アニメ本編未登場。

### ドリンクロスシステム（BOT-28 - BOT-48）
それぞれにボトルマンのアーマーもしくはコアボトルに付けられるキャップ1個とボトルマンをイメージした色の印字されていないブレットキャップが発射用に付属した2代目シリーズ。商品名の最後には「DX」が付く。また、従来のカスタマイズに加え各パーツをコアボトルから分離・合体させ、ボトルマンのモチーフとなった星座の姿になる「星獣アーマー」と呼ばれる形態が新たに追加された。
BOT-28 コーラマルDX
2代目コーラマル（テレビアニメ版では初代コーラマル）。2022年4月23日発売。「甲賀コータ」モデル。締め撃ちのパワーショットができるパワータイプのボトルマン。カラーリングは赤色で、星獣アーマーはほうおう座。DXショットはスプラッシュボルケーノ。
BOT-29 アクアスポーツDX
2代目アクアスポーツ（テレビアニメ版では初代アクアスポーツ）。2022年4月23日発売。「帆狩リョウ」モデル。ショートマガジン搭載で3連射ができるスピードタイプのボトルマン。カラーリングは青色で、星獣アーマーはみずがめ座。DXショットはスクリュートライデント。
BOT-30 ライフルガーディワンDX
2022年4月23日発売。「宇佐美セイメイ」モデル。ショートバレル搭載でコントロールショットができるコントロールタイプのボトルマン。カラーリングは緑色で、星獣アーマーはりょうけん座。DXショットはハウンドストライク。
BOT-31 ボトルフェニックスDX
2022年4月23日発売。レジェンドシリーズ第1弾。フェニックスシリーズのボトルマン版。「爆球連発!!スーパービーダマン」の主人公「戸坂玉悟」モデルのパワータイプのボトルマン。BOT-28コーラマルDXのリカラー品。カラーリングは白色。DXショットはキャノンショット。
BOT-32 ボトルマン DXエントリーセット
2022年4月23日発売。コーラマルDX（ブルーVer.）とアクアスポーツDX（レッドVer.）、BOT-04デジタルターゲットセット付属のボトルターゲット×10(リカラー)、BOT-15神ワザチャレンジ10 スマッシュセット付属のホッケーパック(リカラー)、BOT-16神ワザチャレンジ10 アクロバットセット付属のバスケットゴール(リカラー)がセットで付属。遊び方は後述。
●アクアスポーツDX レッドVer.
アニメでは帆狩イオが使用する。
BOT-33 ボトルマン 公式キャップ DX Ver.
2022年4月23日発売。コーラマルDX・アクアスポーツDX・ライフルガーディワンDXのキャップが各2個付属。
BOT-34 レイドブレイブDX
2022年8月6日発売。「赤牛ツバサ」モデル。パワータイプで他のボトルマンとは異なり縦撃ち（ドライブショット）ができ、ラバー搭載のパワーホールドパーツとバーティカルコアボトルにより、 強力な縦回転パワーショットを撃つことが可能。カラーリングは藍色で、星獣アーマーはおうし座。DXショットはブレイブハリケーン。コアボトルに他の星獣アーマーとの互換性はないが、ドラゴジーナDXとの連動ギミックで3連射が可能になる。
BOT-35 ドクペピオンDX
2022年8月6日発売。「葉加瀬カオリ」モデル。スピードタイプのボトルマン。指をかけて押しやすいフックトリガーを搭載し着脱式フックの位置や向きを変えることで片手撃ちと両手撃ちを使い分けられる。カラーリングは暗い赤紫色で、星獣アーマーはさそり座。DXショットはラピッドスティンガー。
BOT-36 アースローラーDX
2022年8月6日発売。「亜末ローランド」モデル。コントロールタイプのボトルマン。両腕と両脚のローラーにより横移動に特化している。カラーリングは橙色で、星獣アーマーはかに座。DXショットはローリングクラブ。
BOT-37 C.C.レオンDX
2代目C.C.レオン（テレビアニメ版では初代C.C.レオン）。2022年7月16日発売。「金土師レオ」モデル。4個のキャップが装填できるクイックローダーマガジンを2本搭載したスピードタイプのボトルマン。C.C.レモン公認機。カラーリングは黄色で、星獣アーマーはしし座。DXショットは獣連咆哮撃。
BOT-38 ボトルマン 公式スピードキャップ DX Ver.
2022年7月16日発売。肉抜きされて連射しやすいDX仕様のスピードキャップが6個付属。BOT-08 公式スピードキャップのリカラー品。
BOT-39 ボトルマン DXカスタマイズセット
2022年8月6日発売。2体のボトルマンとロングバレル（緑色）、ロングマガジン（紺色）、マガジンスタンド、緑色のコーラマルDXヘッド、コントロールコアボトルのセット。2000通り以上のカスタマイズをする事ができる。同梱ボトルマンはケルペプスDXとアヤワシDX。
●ケルペプスDX
2代目ケルペプス（テレビアニメ版では初代ケルペプス）。「伊獣院シマン」モデル。デュアルコアボトルとロングトリガーにより2発同時発射ができるパワータイプのボトルマン。カラーリングは銀色で、星獣アーマーはてんびん座。DXショットはデュアルインパクト。
●アヤワシDX
「江原田アヤタ」モデル。レバートリガーにより高速連射ができるスピードタイプのボトルマン。カラーリングは緑色で、星獣アーマーはわし座。BOT-28 コーラマルDXのリデコ品。（頭部とホールドパーツ、トリガーの新規造形）DXショットは疾風迅雷乱れ撃ち。(パッケージに書かれていないがアニメで使用)
BOT-40 アロサイダーDX
2022年8月6日発売。「宰田ミツヤ」モデル。ACアローにより安定したパワーショットを撃つことができる機体。ACアローを組み替えることで3モード（アローグリップモード・アロースタビライザーモード・アローバレルモード）に変化することができるコントロールタイプのボトルマン。カラーリングは白色で、星獣アーマーはいて座。ACアローを3個装着することで、トライアローモードになる。DXショットはサイダインパクト。
BOT-41 タンサターンDX
2代目タンサターン（テレビアニメ版では初代タンサターン）。2022年9月24日発売。「斬サンタ」モデル。先端にローラーが装備されたTSブーストウィング、ローラーが内蔵された背の低いTSブーストフットを装備したパワータイプのボトルマン。カラーリングは黒色で、星獣アーマーはやぎ座。DXショットはブーストサイクロン。
BOT-42 コーラマル・エナジーDX
2.5代目コーラマル（テレビアニメ版では1.5代目コーラマル）。2022年10月29日発売。「甲賀コータ」モデル。ホールドパーツと連動したスプリング付きの「CMEキャノンサスアーム」と呼ばれるパーツによってパワーアップしたパワータイプのボトルマン。カラーリングは赤色で、星獣アーマーはほうおう座。DXショットはスプラッシュボルケーノエナジー。BOT-28コーラマルDXのウイングとラバーキャップを装着できる。
BOT-43 ブレンド合体 ロイヤルグリフォンDX
2022年11月12日発売。「紅ハク」モデル。「RグレンオーDX」と「LミルカイザーDX」が星獣アーマーと合体するマルチタイプのボトルマンで、合体するとキャップが左右で横撃ち、真ん中で縦撃ちの3個同時発射が可能。カラーリングは赤色と白色で、星獣アーマーはふたご座。金色のロングバレルと黒色のロングマガジンが付属する。DXショットはトリプルインパクト。
●RグレンオーDX
右手用のRGグリップを装備し、片手撃ちが可能なコントロールタイプのボトルマン。地面に接するように伸びたRGグリップスタビライザーにより、安定したショットが可能。ロングバレル装着で精度がアップ。頭部にはRGヘッド、胴体部にはRGキャップ、RGアーム、片方の親指で押し込むことができる小型のRGトリガー、脚部にはRGフット（かかとが後方に伸びた背の高いフットパーツ）を装備。カラーリングは赤色。
●LミルカイザーDX
左手用のLMグリップを装備し、片手撃ちが可能なスピードタイプのボトルマン。地面に接するように伸びたLMグリップスタビライザーにより、安定したショットが可能。ロングマガジン装着で連射性能がアップ。頭部にはLMヘッド、胴体部にはLMキャップ、LMアーム、片方の親指で押し込むことができる小型のLMトリガー、脚部にはLMフット（かかとが後方に伸びた背の高いフットパーツ）を装備。カラーリングは白色。
BOT-44 ドラゴジーナDX
2022年12月29日発売。「シトラス」モデル。マルチタイプのボトルマン。左右のサーバーウイングによりキャップを4個装填し、左右のロングトリガーを同時に押して縦撃ちの4個同時発射、もしくはロングトリガーを左右交互に押してキャップを同時に2個ずつ発射することが可能。カラーリングは金色で、星獣アーマーはりゅう座。DXショットはクワトロインパクト、ツインデュアルインパクト。サーバーウイングの一部を組み替えてBOT-34レイドブレイブDXのマガジンにすることができる。
BOT-45 ランダムコレクションVol.02
2022年12月29日発売。5種類のボトルマンの内1種類がランダムで封入。ラインナップは「ボトルワイバーンDX」、「ヴァルハスDX」、「アースローラーDX ブルーVer.」、「アロサイダーDX レッドVer.」、「ヴァルハスDX ゴールドVer.」の5種。全種類に強化コアボトルが採用されている。
●ヴァルハスDX
「水野イロハ」モデル。サイトでターゲットを狙うことができるVHヘッド、先端にローラーが装備されたVHブーストウィング、ローラーが内蔵された背の低いVHブーストフットを装備したマルチタイプのボトルマン。カラーリングは白色。コアボトルのホールドパーツはスピードタイプ、ボトルはコントロールタイプ。タンサターンDXのリデコ品。(頭部のみ新規造形)DXショットはマルチトルネード。(パッケージに書かれていないがアニメで使用)
●アースローラーDX ブルーVer.
アースローラーDXのリカラー品。カラーリングは青色。コアボトルのホールドパーツはパワータイプ、ボトルはコントロールタイプ。
●アロサイダーDX レッドVer.
アロサイダーDXのリカラー品。マルチタイプのボトルマン。カラーリングは赤色。コアボトルのホールドパーツはパワータイプ、ボトルはスピードタイプ。
●ボトルワイバーンDX
レア枠の一つ。レジェンドシリーズ第2弾でスーパービーダマンの初代ワイバーンシリーズ「ワイルドワイバーン」のボトルマン版。「爆球連発!!スーパービーダマン」の主要人物「西部丸馬」モデルのマルチタイプのボトルマン。カラーリングは黒色。コアボトルのホールドパーツはコントロールタイプで、ボトルはスピードタイプ。BOT-35ドクペピオンDXのリカラー品。
●ヴァルハスDX ゴールドVer.
レア枠の一つ。ヴァルハスDXのリカラー品で金色のラメが入ったコアボトルが輝く貴重な機体。カラーリングは金色。
BOT-46 ボトルフェニックス・エナジーDX
2023年2月4日発売。レジェンドシリーズ第3弾でスーパービーダマンの2代目フェニックスシリーズ「バトルフェニックス」のボトルマン版。「爆球連発!!スーパービーダマン」の主人公「戸坂玉悟」モデルのパワータイプのボトルマン。カラーリングは白色。BOT-42コーラマル・エナジーDXのリカラー品。DXショットはキャノンショット。
BOT-47 ケーニッヒケルぺプスDX
2023年2月4日発売。レジェンドシリーズ第4弾でスーパービーダマンのライバル機「ケーニッヒケルベロス」のボトルマン版。「爆球連発!!スーパービーダマン」のライバルキャラクター「伊集院圧政」モデルのパワータイプのボトルマン。カラーリングは黒色。BOT-39ボトルマンDXカスタマイズセット付属のケルぺプスDXのリカラー品。DXショットはダブルバースト。
BOT-48 ランダムコレクションVol.03
2023年2月25日発売。4種類のボトルマンの内1種類がランダムで封入。ラインナップは「C.C.アクセルレオンDX」、「アクアスポーツDX イエローVer.」、「ライフルガーディワンDX ブルーVer.」、「レイドブレイブDX レッドVer.」の4種。Vol.02とは異なり、強化コアボトルではない完全なリカラー品だが、レア枠以外にはラメ入りクリアイエローのターゲットボトル(公式名称はゴールドターゲット)が付属する。
●ライフルガーディワンDX ブルーVer.
コアボトルをクリアグリーン、アーマーをブルーに色変更されたライフルガーディワンDX。ゴールドターゲットが3つ付属。
●アクアスポーツDX イエローVer.
コアボトルをクリアイエロー、アーマーをイエローに色変更されたラアクアスポーツDX。ゴールドターゲットが3つ付属。アニメでは帆狩マチコが使用する。
●レイドブレイブDX レッドVer.
コアボトルをゴールド、アーマーをレッドに色変更されたレイドブレイブDX。ゴールドターゲットが2つ付属。余談だがブレットキャップは黒色であり、これは非売品のBOT SP-05 公式キャップBLACK Verと全く同じ仕様である。
●C.C.アクセルレオンDX
レア枠。レジェンドシリーズ第5弾でバトルビーダマンのライバル機「アクセルレオン」のボトルマン版。「B-伝説! バトルビーダマン」のライバルキャラクター「アッサード」モデルのスピードタイプのボトルマン。BOT-37 C.C.レオンDXのリカラー品。

#### 非売品（ドリンクロスシステム）
ここでは懸賞やイベントのキャンペーン等で配布された商品について解説する。
BOT SP-07 新シリーズ始動 シール&キャップGETキャンペーン景品
2022年4月23日に発売されたDXシリーズ第一弾（BOT-28～BOT-33）の発売キャンペーンとして、店頭でボトルマン製品2000円以上の購入者を対象にボトルマンDXのロゴ入りキャップ（メタリックマゼンタカラー）とコーラマルDX・アクアスポーツDX・ライフルガーディワンDXのスペシャルバージョン用追加ステッカーが配布された。
BOT SP-08 ボトルスターキャップ
「ボトルスターチャレンジ！」開催店舗にて行われたエイトハンティング・ボウリング・スリーピラミッドを攻略することで手に入るキャップ（アニメ設定ではランキング1位～10位、わずか10人のボトルバトラーしか持っていない）。余談だが、BOT SP-13のプレイシートはこのボトルスターチャレンジに使われていたものの改訂版である。
BOT SP-09 C.C.レオンDX発売記念 シール&キャップGETキャンペーン景品
2022年7月16日に発売されたCCレオンの発売キャンペーンとして、店頭でボトルマン製品2000円以上の購入者を対象にボトルスター三闘神キャップ（アニメではボトルスター三闘神、わずか3人のボトルバトラーしか持っていない）とC.C.レオンDX・ドクペピオンDX・ケルペプスDXのスペシャルバージョン用追加ステッカーが配布された。
BOT SP-10 公式キャップ おはスタVer.
2022年7月30日 - 7月31日に池袋コミュニティ・カレッジで開催された小学生限定イベント「おはスタカップ」でオリジナル競技「10ターゲット」を90秒以内に攻略することで手に入る、白色のキャップにおはスタの番組ロゴが印字されたキャップ。
BOT SP-11 C.C.レオンDX 炎帝Ver.
月刊コロコロコミック2022年9月号で行われた銀はがし景品で、抽選200名限定のレッドカラーのC.C.レオンDX。
BOT SP-12 コーラマルZERODX
対象製品のバーコードを規定数送付することで当たる黒色のコーラマルDXで、BOT-28コーラマルDXのリカラー品にオリジナルデザインのステッカーが付いている。対象製品はロイヤルグリフォンDX（1枚）、コーラマル・エナジーDX+公式キャップを除いたBOT-28コーラマルDX以降のボトルマン全製品（2枚）。
BOT SP-13 プレイシートGETキャンペーン景品
ロイヤルグリフォンDXの発売記念として、店頭でボトルマン製品2000円以上の購入者を対象に公式の店舗開催キャンペーンと同じ競技を自宅で出来るようになるプレイシートが配布された。6種競技のターゲット配置図と遊び方が印刷されている。遊び方は後述。

### ゴッドキャップシステム（BOT-49 - BOT-65）
コアボトル自体をフロントとリアへの分割方式にすることでカスタマイズを可能にしたGコア搭載のボトルマンにゴッドキャップと呼ばれる特殊ブレッドキャップを同梱した3代目シリーズ。商品名の最後には「G」が付く。アーマー接続方式はDXシリーズを踏襲しているため、互換性がある。
BOT-49 ドラグルトG
2023年3月25日発売。パワータイプのボトルマン。カラーリングは白色。アームに接続されているウイングを組み換えること、DRビッグキャップシューターでビッグキャップが発射可能。同梱されるゴッドキャップはビッグキャップとヘビーキャップ。
BOT-50 サーメッツG
2代目サーメッツ。2023年3月25日発売。スピードタイプのボトルマン。カラーリングは緑。Gコアリアが片手撃ち特化型のワンハンドトリガーになっており、左右どちらかに湾曲させることのできる2wayサーバーが付属する。同梱されるゴッドキャップはライトキャップ。
BOT-51 コバルトボトルG
2023年3月25日発売。レジェンドシリーズ第6弾でバトルビーダマンの2代目コバルトシリーズ「コバルトブレード」のボトルマン版。「B-伝説! バトルビーダマン」の主人公「大輪ヤマト」モデルのパワータイプのボトルマン。BOT-49 ドラグルトGからウイングとビッグキャップを省いたリカラー品。(ただし額の宝石はブレードサイトを模したツノパーツに換装されている)同梱されるゴッドキャップはヘビーキャップ。
余談だが、ドラグルトG付属のウイングパーツはコバルトボトルGと同じ成型色のためコバルトウイングの再現も可能になっている。
BOT-52 ボトルマン 公式競技セット
2023年3月25日発売。ドラグルトGレッドver.とサーメッツGシルバーver.に加えてリカラーのビッグキャップ、ヘビーキャップ用ウェイト、ライトキャップ×3、ノーマルキャップ×8、ミニボトルターゲット丸×8、ミニボトルターゲット角×２、プレイシート、トレー、ボードのセット。遊び方は後述。
BOT-53 ボトルマン ビッグキャップ
2023年3月25日発売。ビッグキャップが3個付属。
BOT-54 ボトルワイバーンG
2023年4月29日発売。レジェンドシリーズ第7弾でスーパービーダマンの初代ワイバーンシリーズ「ワイルドワイバーン」のゴッドキャップ版。「爆球連発!!スーパービーダマン」の主要人物「西部丸馬」モデルのスピードタイプのボトルマン。頭部パーツが新規造形されたBOT-50 サーメッツGのリデコ品。同梱されるゴッドキャップはスピードキャップ。
BOT-55 デカビタイガーG
2023年6月24日発売。コントロールタイプの縦撃ちボトルマン。デカビタC公認機。カラーリングは金。同梱されるゴッドキャップはバーティカルキャップ。
BOT-56 黒龍王G
2023年7月15日発売。初マガジンとバレルを両立のマルチタイプボトルマン。カラーリングは黒。本体以外はGロングマガジン、Gロングバレル、Gメガキャノンウイング、スモールキャップシューター四種カスタマイズ用のパーツ付属。同梱されるゴッドキャップはスモールキャップx3とノーマルキャップ。
BOT-57 ボトルマン スモールキャップ
2023年7月15日発売。スモールキャップが6個付属。
BOT-58 ボトルフェニックスG
2023年8月5日発売。レジェンドシリーズ第8弾でスーパービーダマンの3代目フェニックスシリーズ「コンバットフェニックス」のボトルマン版。「爆球連発!!スーパービーダマン」の主人公「戸坂玉悟」モデルのパワータイプのボトルマン。一見、頭部パーツが新規造形されたBOT-56 黒龍王G（Gメガキャノンウイング装着）のリデコ品。実はコアボトルはマガジンとバレルを対応できない、ドラグルトGと同じDRビッグキャップシューター装着できるのタイプ。同梱されるゴッドキャップはメタルキャップ。
BOT-59 ボトルスフィンクスG
2023年10月28日発売。レジェンドシリーズ第9弾でスーパービーダマンの初代スフィンクスシリーズ「スタッグスフィンクス」のボトルマン版。「爆球連発!!スーパービーダマン」の主要人物「サラー」モデルのコントロールタイプのボトルマン。BOT-55 デカビタイガーGのリデコ品。ホールドパーツはラバー搭載の新造物。同梱されるゴッドキャップはカーブキャップx3。
BOT-60 コーラオーG
2023年10月28日発売。マルチタイプのボトルマン。カラーリングは赤。コアボトルはビッグキャップ連射できるのビッグコア、縦撃ち機構あるの両足とスモールキャップシューターSを装着できるの両肩のため、普通のボトルマンよりも大きい。同梱されるゴッドキャップはスモールキャップ、ビッグキャップリングx3とバーティカルキャップx2。
BOT-61 スプライトニングG
2023年11月18日発売。二体目マガジンとバレルを両立のマルチタイプのボトルマン。カラーリングは緑。BOT-37 C.C.レオンDXのリデコ品。コアボトルはDXコアではなくGコア。ショートマガジン、ロングバレルを付属。同梱されるゴッドキャップはレーザーキャップ。
BOT-62 チームガッツセット
2023年12月9日発売。ボトルフェニックスG クリアVer.、ボトルワイバーンG クリアVer.、ボトルスフィンクスG クリアVer.、メタルキャップx1、スピードキャップx3、カーブキャップx1、サインイラスト色紙、色紙スタンドのセット。遊び方は後述。
BOT-63 コバルトボトルファイヤーG
2023年12月27日発売。レジェンドシリーズ第10弾でバトルビーダマンの3.5代目コバルトシリーズ「コバルトセイバーファイヤー」のボトルマン版。「B-伝説! バトルビーダマン」の主人公「大輪ヤマト」モデルのパワータイプのボトルマン。頭部と足部パーツはドラグルトG、コアボトルとGメガキャノンウイングは黒龍王Gの物のリデコ品。同梱されるゴッドキャップはヘビーキャップ。
BOT-64 ランダムコレクションVol.04
2023年12月27日発売。3種類のボトルマンの内1種類がランダムで封入。ラインナップは「ボトル蒼龍王G」、「ボトル紅龍王G」、「ドラグルトG ビッグラッシュVer.」の3種。
●ボトル蒼龍王G
バトルビーダマンの3代目蒼神龍シリーズ「蒼龍王」のボトルマン版。「B-伝説! バトルビーダマン」の主要人物「ウェン・ユンファ」モデルのコントロールタイプのボトルマン。BOT-56 黒龍王Gのリデコ品。Gロングバレルを付属。同梱されるゴッドキャップはヘビーキャップ。
●ボトル紅龍王G
バトルビーダマンの3代目紅聖龍シリーズ「紅龍王」のボトルマン版。「B-伝説! バトルビーダマン」の主要人物「リー・ユンファ」モデルのスピードタイプのボトルマン。BOT-56 黒龍王Gのリデコ品。Gロングマガジンを付属。同梱されるゴッドキャップはスピードキャップx4。
●ドラグルトG ビッグラッシュVer.
コアボトルをビッグコアに変更のドラグルトGのリカラー品。マルチタイプのボトルマン。同梱されるゴッドキャップはビッグキャップリングx2。
BOT-65 ウェルチグレートG
2024年1月27日発売。マルチタイプのボトルマン。カラーリングは紫。BOT-40 アロサイダーDXのリデコ品。クイックローダーマガジンを付属。同梱されるゴッドキャップはスピードキャップx4。最後のボトルマン。

#### 非売品（ゴッドキャップシリーズ）
ここでは懸賞やイベントのキャンペーン等で配布された商品について解説する。
BOT SP-14 ボトルマン　ゴッドキャップシリーズ シール&ジャンボカードGETキャンペーン(景品)
2023年4月29日以降の店頭でボトルマン商品1000円以上購入者を対象に切り取って作るターゲットになるジャンボカードとドラグルトG・サーメッツGスペシャルバージョン用追加ステッカーが配布された。

### 公式あそび方
EZプレイ
パッケージ側面に書かれている基本の遊び方。市販の500mlペットボトルを使用する。
- ボトルクラッシュ - ペットボトルを縦3列並べ、ペットボトル1本分の距離から何本倒せるか。（コーラマル、デカビタマル）
- スリーボトルショット - ペットボトルを横3列並べ、ペットボトル2本分の距離から3回シュートで何本倒せるか。（アクアスポーツ、CCレオン）
- ロングボトル - ペットボトルを置き、ペットボトル3-5本分の距離から当て、どこまで遠くから倒せるかを競う。（ギョクロック、フウジンエメラルド、ダブルスパークリングセット）
- ハイパーボウリング - ボトルターゲットの底にペットボトルを装着してボウリングのピンのように立たせよう！1回のシュートで何本のペットボトルを倒せるか？(デジタル対戦セット)
- ボトルフリーキック - ペットボトル2本をキャップ2個分の隙間を空けて立てる。ボトル4本分離れた場所から隙間を通せるか？（ワンダーグレープ）
- パイプボトルショット - ぺットボトル1本分離れた場所にトイレットペーパーの芯を置き、そこからペットボトル1本の距離にペットボトルを立てる。芯を通り抜けて倒せるか。（スカルピストル）
- ボトルブリッジスルー - キャップを2つ貼り合わせて倍の厚みにしたものを2つ作り、キャップ4本分離して並べる。その上に定規を置き、定規の上にペットボトルを立てる。ボトル1本分の距離から3発、ペットボトルを倒さずに隙間を通せるか。（ケルペプス）
- 神ワザにチャレンジ！ - （『下図のように』配置とのことで説明が困難）（サーメッツ）
- PKボトルショット - ペットボトル2本をキャップ2個分の隙間を空けて立て、後ろにJoy-conスタンドを伏せて置く。ボトル2本分の距離からキャップを入れられるか。（コーラマルGOLD）
- フォースボトルショット - ペットボトルを横4列並べ、ペットボトル2本分の距離からシュートで何本倒せるか。（回数制限は書かれていない）（アクアスポーツGOLD）
- ロングボトル2 - ターゲットを装着したペットボトルを逆さに置き、ペットボトル3-5本分の距離から当て、どこまで遠くから倒せるかを競う。（ギョクロック鋼）
- スキマショットスルー - ペットボトル2本を上下逆にピッタリくっ付けて立てる。ペットボトル5本分離れたところから4連続で隙間を通せるか。（ワンダーグレープ炎）
- ボトルキャップバスター - ペットボトル1本分の距離にボトルキャップを6個積み重ねて置く。さらにそこからペットボトル1本分の距離にペットボトルを立てる。8発でキャップを崩し、ボトルを倒せるか？（ライジングミルク）
- クラッシュボトルタワー - ペットボトルキャップ7個を円に並べて、その上にペットボトルを置く。ペットボトル1本分の距離から3発で倒せるか。（フウジンブラック）
- デュアルインパクトクラッシュ - 2lペットボトル3本を3角形に並べ、2lペットボトル1本分の距離からシュートする。3回以内に倒せるか。（ブレンドラゴン）

デジタルバトル
『ボトルマン デジタル対戦セット』付属のフィールドを使用して遊べる。
Nintendo Switchを使用しての遊び方はゲームの項目を参照のこと。
Nintendo Switchを使用しない時の遊び方
バスケット以外はデジタル対戦セットに付属のボトルターゲットを用いてプレイする。
- ボウリング - 1人プレイ。ボウリングの要領でターゲットを並べ、3発で何個倒せるか競う。
- バスケット - 1人プレイ。スロープでキャップをジャンプさせゴールカップに入れる。
- スナイパー - 1人プレイ。赤青交互に置いたターゲットを自分の指定した色のみ倒す。
- ロングターゲット - 1人プレイ。3m離したターゲットを狙う。
- ストラックアウト - 1人プレイ。上下2段に並べたターゲットを倒す。
- ターゲットシューティング - 対戦プレイ。相手陣地の4本のターゲットを先に倒す。
- プッシュボトル - 対戦プレイ。中央に置いた1本のターゲットに撃ち合って、相手ゴールまで押し込む。ターゲットを2本以上連結することで難易度を上げることも可能。
- PK - 対戦プレイ。トンネルを作りその隙間に相手より多くキャップを通す。
- バトルスナイプ - 対戦プレイ。中央に赤青交互に置いた8本のターゲットを自分があらかじめ決めた色のみ倒し、その色のターゲットを4本倒すと勝利となる。誤って相手の指定した色のターゲットに当ててしまうと相手にポイントが入る。スナイパーの対戦バージョンでもある。
- ロングバトル - 対戦プレイ。3m離したターゲットを相手より早く倒す。ロングボトルおよびロングターゲットの対戦バージョンでもある。

神ワザチャレンジ10 BOT-15 スマッシュセット
- 001:ゲートスルー - 難易度★
- 002:プッシュホッケー
- 003:円盤投げ
- 004:ホッケーボウリング
- 005:PKタイムアタック
- 006:タイムアタックゲート
- 007:ストラックナイン
- 008:ダルマストーン
- 009:スナイパースマッシュ
- 010:ハイジャンプ

神ワザチャレンジ10 BOT-16 アクロバットセット
- 001:ロングジャンプ - 難易度★ジャンプ台を使ってキャップをシュート！どれだけ遠くにキャップを飛ばせるか！？
- 002:スロープハント - 難易度★★上り坂を登らせてボトルをショット！5発撃って何本倒せるか！？
- 003:ダンクシュート - 難易度★★★ジャンプ台を使ってゴールを狙え！30秒以内に何発キャップをゴールできるか！？
- 004:フープショット - 難易度★★★輪っか通しにチャレンジ！キャップを5発撃って何回通せるか！？
- 005:タイムアタックシュート - 難易度★★★ゴールに向かってキャップをシュート！30秒で紙コップの中に何個キャップを入れられるかチャレンジ！
- 006:カップイントリック - 難易度★★★★ボトルターゲットにキャップをシュートしボトルを穴から落として下のカップに入れられるか！？
- 007:フリースローシュート - 難易度★★★★1m離れたところからキャップをシュート！何発目で君はゴールを決められるか！？
- 008:トリックカーブ - 難易度★★★★ジャンプ台に向かってキャップをシュートし、ボトルターゲットに当てよう！
- 009:ジャンピングゴルフ - 難易度★★★★キャップを3発シュートして100点に近いところにキャップを落とせるか競おう！
- 010:アクロバットフープショット - 難易度★★★★★キャップをジャンプ台に向かってシュート！君は何発目でキャップをリングの中に通せるか！？

神ワザチャレンジ10 BOT-15とBOT-16の連動
両方のキットを複合させることで、最高難度の神ワザにチャレンジできる。
- アクロバットスロープスマッシュ - 難易度★★★★★★

BOT-32 ボトルマンDXエントリーセット
- タワー崩し - 積み上げたボトルターゲットを３発撃ってどれだけ多く倒せるか挑戦しよう！
- ホッケーボウリング - ホッケーパックをキャップでシュート！３発撃って何本ボトルターゲットを倒せるか！？
- フリースローシュート - 1m離れたところからキャップをシュート！君はゴールを決められるか！？
- ガンマン5 - ５個並んだボトルターゲットをどちらが先に倒せるか挑戦しよう！
- ボトルボウリング - 並べたボトルターゲットを２発撃ってどれだけ多く倒せるか挑戦しよう！
- フープショット - 45cm離れたところからキャップをシュート！輪っか通しにチャレンジ！キャップを５発撃って何回通せるか！？
- 円盤投げ - キャップを１発撃ってどれだけ遠くにホッケーパックを飛ばせるか挑戦しよう！
- ダルマストーン - キャップをシュートしてホッケーパックだけを抜こう！

BOT-SP13 プレイシート
ターゲットを使用して遊ぶが、ターゲットは同梱されていないため別キットからの流用が必要になる。
- エイトハンティング - シートに描かれている○にターゲットを8個並べ、スタートラインから狙う。3回以内に7個以上倒せばクリア。
- ボウリング - シートに描かれている△の中にターゲットを10個置き、スタートラインから狙う。20秒以内に全て倒せばクリア。
- スリーピラミッド - シートに描かれている◎の中に逆にしたターゲットを6個並べ、その上にターゲットを3つセットしたらスタートラインから狙う。4回以内に8個以上倒せばクリア。
- スリーライン - シートに描かれている□の中にターゲットを9個置き、スタートラインから狙う。5回以内に7個以上倒せばクリア。
- テントライアングル - シートに描かれている☆の中にターゲットを10個置き、スタートラインから狙う。20秒以内に全て倒せばクリア。
- スリースルーショット - シート手前に描かれている○の中にターゲットを4個、奥に描かれている◎の中にターゲットを3個置き、スタートラインから狙う。4回以内に奥のターゲットを全て倒せばクリア。

BOT-52 ボトルマン 公式競技セット
- ボウリング(一人プレイ) ２回のショットでいくつのターゲットを倒すことができるか挑戦だ！
- ホールインワン(一人プレイ)10回のショット中、穴にいくつのキャップを入れられるか挑戦だ！
- スルースナイプ(一人プレイ) 4回のショットで、奥の3つのターゲットを倒せるか挑戦だ！※手前のターゲットが倒れても問題なし。
- バスケットボール(一人プレイ) 10回のショット中、穴にいくつのキャップを通せるか挑戦だ！
- ポールスルー(一人プレイ)10回のショットのうち、ポールの内側にいくつキャップを通せるか挑戦だ！
- スピードシューティング (二人プレイ) 下のターゲットを全て倒し、相手より先に上のターゲットを倒した方が勝ちだ！
- PK(二人プレイ) 交互に５回ショットして、トレーにキャップを多く入れた方が勝ちだ！
- バリケードクラッシュ(二人プレイ) バリケードとなるターゲットを撃破しながら、奥のターゲットを先に倒した方が勝ちだ！
- ストレートアタック(二人プレイ)２回のショットで、より多くのターゲットを倒した方が勝ちだ！
- レース(二人プレイ)先にターゲットを壁に到達させた方が勝ちだ！

（競技ごとのターゲット配置は説明書の『遊ぶ前の準備』に準拠する。）

## ゲーム
BOT-04 ボトルマン デジタル対戦セット
Nintendo Switchと連動可能な対戦ソフト。連動可能なスタンドとバトルフィールド、アナログ対戦時のボトルターゲット、限定色のコーラマル1体がそれぞれオールインワンで登場。ソフトはダウンロードソフトとして無料で入手できる。
- ドリンクエスト
- スコアアタック
- ハンティング
- ジャストタイム5
- ターゲットブレイク
- ボトミントン

BOT-12 コーラマルGOLD デジタルスキルチェッカー
Nintendo Switchと連動可能な一人用ソフト。Nintendo Switch用のJoy-Conスタンドと金色成型のコーラマル1体が同梱されている。ソフトはダウンロードソフトとして無料で入手できる。
- パワーチェッカー - 80cm離れた位置から3発当て、合計威力値を競う。
- スピードチェッカー - 80cm離れた位置から9発当てるまでの時間を競う。
- コントロールチェッカー - 80cm離れた位置から左右交互に6発当て、正確性を競う。

## アニメ
2020年10月9日よりYouTubeのタカラトミーチャンネル・おはスタ公式チャンネル・コロコロチャンネルNEXT、タカラトミーの公式TwitterにてWebアニメが約5分のショートアニメとして毎週金曜日に配信された。基本的に1話ずつの配信だが、一部の回は2話同時配信された。Webアニメ版は全25話。
2022年4月からはドリンクロスシステムシリーズを題材にしたテレビアニメ『キャップ革命 ボトルマンDX』（キャップかくめい ボトルマン ディーエックス）がテレビ大阪・テレビ東京系列で15分枠で放送。主要人物はWebアニメ版と同一だが設定をリセットし新たなキャラクターも登場し、キャラクターの頭身を上げている。そのほか、ボトルバトルを巡る陰謀や主人公機の交代劇などWebアニメ版では描かれなかった展開も用意されている。番組フォーマットは、オープニング→CM→本編→CM→次回予告となる。テレビ大阪製作のアニメとしては珍しく、製作クレジットに広告代理店がクレジットされていないほか、本編ではなくオープニング冒頭で「字幕」のテロップが表示されるといったテレビアニメとしては異例の現象が発生している。また、放送枠が15分に短縮されたのに伴い、テレビ大阪の日曜朝9時30分の全国ネット枠としては、約40年の歴史で初めて提供読みが廃止されたほか、提供クレジットも本編中の前提供の右下表示のみとなった。字幕放送を実施し、コータの台詞が黄色、リョウの台詞が水色、その他のキャラクターの台詞が白色となっている。

### 登場人物
各登場人物の名前はそれぞれ実在するペットボトル飲料に由来する。

#### 主要人物
甲賀 コータ（こうが コータ）
声 - 平田真菜
- 使用ボトルマン - コーラマル（Webアニメ版）→コーラマルDX（テレビアニメ版）→コーラマル・エナジーDX（テレビアニメ版）

本作の主人公である少年。努力や工夫を通し、チャレンジを何度も繰り返して叩き上げる性格。彼が使用するコーラマルはWebアニメ版では元々リョウが使用していたが、使えないという理由で捨てられ、その場に居合わせたコータに成り行きという形で渡され、テレビアニメ版のコーラマルDXはある経緯で手に入れた白色のオリジンが変化したものであり、コーラマル・エナジーDXは破損したコーラマルDXがカオリの手で復活したものである。必殺技はコーラマルの締め撃ち機能を活かした「スプラッシュバースト」(web)⇒「スプラッシュボルケーノ」機体変更後は「スプラッシュボルケーノ・エナジー」(DX)
帆狩 リョウ（ほかり リョウ）
声 - KENN、日野まり（幼少期（テレビアニメ版））
- 使用ボトルマン - アクアスポーツ（Webアニメ版）→アクアスポーツDX（テレビアニメ版）

ボトルマンやボトルバトルを生み出した企業「BMBC」（テレビアニメ版では「BMA」）の創設者・帆狩スエゾウの孫で「蒼龍の連射プリンス」の異名を持つゴールドランクのボトルバトラー。クールに見えるが、熱い性格を持つ少年。コータとはライバルに当たる。テレビアニメ版ではある理由から父親・イオとボトルバトルを憎んでいる。必殺技はアクアスポーツのロングマガジンで3発装填されたキャップを一気に3連射する「トライマシンガン」(web)⇒「スクリュートライデント」(DX)。後にロングマガジンを使用した「スクリュークインテット」、ショートマガジンとロングマガジンを連結した「スクリューレクイエム」
宇佐美 セイメイ（うさみ セイメイ）
声 - 奈良徹
- 使用ボトルマン - ライフルガーディワンDX

ミリタリースタイルに身を包んだ一匹狼。過去のトラウマから、熱い友情を見ると体がかゆくなる。
赤牛 ツバサ（あかうし ツバサ）
声 - 木村昴
- 使用ボトルマン - レイドブレイブDX

ボトルキングに次ぎ世界最高峰であるボトルスター三闘神の一人。明るく好戦的で爽やかな性格。兄貴肌で慕っているボトルバトラーも多い。
葉加瀬 カオリ（はかせ カオリ）
声 - 関根明良
- 使用ボトルマン - ドクペピオンDX

天才ボトルマンエンジニア（自称）でありながら、ボトルマンを駆使するアクティブな少女。
帆狩 イオ（ほかり イオ）
声 - 速水奨
元ボトルキングであり、リョウの父。BMAの社⻑。BMA創設者の帆狩スエゾウを父に持つ。

##### Webアニメ版・テレビアニメ版に登場
帆狩 スエゾウ（ほかり スエゾウ）
声 - 黒田崇矢
リョウの祖父。富豪であり、BMBC（テレビアニメ版ではBMA）の創設者でもある。
大井 ゴエモン（おおい ゴエモン）
声 - 福原かつみ
- 使用ボトルマン - ギョクロック（Webアニメ版）

精密射撃的な侍の少年。最近コータの街に引っ越してきた。時折会話が歌舞伎口調になる。必殺技はギョクロックの狙撃能力を活かした「ギョク眼流 茶柱一極」。ボトルバトルカップではユキジに敗北しその際左目を負傷してしまい、以降は眼帯を着用している。
テレビアニメ版ではゲストキャラクターとして登場。
水野 イロハ（みずの イロハ）
声 - 渋谷彩乃
- 使用ボトルマン - ヴァルハスDX（テレビアニメ版のみ）

コータの友人。丸メガネをかけている。ボトルマン好きでデータ分析が好きな天才だが、リアクションやツッコミに回ることも多い。
宰田 ミツヤ（さいた ミツヤ）
声 - 五十嵐裕美
- 使用ボトルマン - アロサイダーDX（テレビアニメ版のみ）

コータの友人。イロハと同様ボトルマン好きだが、共にリアクションやツッコミに回ることも多い。

##### Webアニメ版のみ登場
峰崎 ハンタ（みねざき ハンタ）
声 - 岩崎諒太
- 使用ボトルマン - ワンダーグレープ

コータのライバルの一人である少年。リーゼントで眼光が鋭い。
武闘兄弟（むとう きょうだい）（武闘 ユキジ〈むとう ユキジ〉 & 武闘 ジョージ〈むとう ジョージ〉）
声 - 今井文也（ユキジ）、檜山修之（ジョージ）
- 使用ボトルマン - ブレンドラゴン

メタルバンド「メタミルハイウェイ」のメンバーである兄弟。Webアニメ版のラスボス。熱血漢で競技者気質な弟がユキジで、物静かだがスイッチが入ると好戦的になる兄がジョージ。コータとリョウの噂を聞いてボトルバトルカップに参加した。
ジャッジーナ・ナツ
声 - 松井恵理子
ボトルバトルの進行を務めるギャルAI。活発な性格で時折口調が悪くなる。
ジャッジーナ・モモ
声 - 結城光
ナツと同様、ボトルバトルの進行を務めるギャルAI。おっとりとした性格。
デュー 山本（デュー ヤマモト）
声 - デュー山本（山本修平）
コンビニ「デューヤマート」の店長。ボトルマン好きでもあり、店番をサボってボトルバトルを観戦してはジャッジーナを差し置いて解説している。

##### テレビアニメ版のみ登場
亜末 ローランド（あすえ ローランド）
声 - 土岐隼一
- 使用ボトルマン - アースローラーDX

世にも美しいボトルバトラー。ランキング9位のボトルスター。常に美しさを求め、どんなときでも美しいバトルを展開することにこだわる。少年時代、ある夫婦に救われたことがきっかけで、ボトルバトルを始めた。カニを見るのも食べるのも好きで、深く温かい知識を持つ。自らのファンを「ローランズ」と呼び、常に横一線で平等に扱うことから、カニ対応として知られている。
金土師 レオ（きんじし レオ）
声 - 檜山修之
- 使用ボトルマン - C.C.レオンDX

ボトルスター三闘神の一人。三闘神一の好戦的な性格。どんな相手でも常に全力で倒しにかかる容赦ないバトルスタイルから、「百獣の殲滅王」と恐れられている。果物を荒々しく食べるのが好き。ボトルキング・シトラスを倒すことを目標にボトルバトラーになったが、成長した頃には、シトラスはすでに失踪していた。目標達成に間に合わなかったという思いから、さらに速さにこだわるようになった。
伊獣院 シマン（いじゅういん シマン）
声 - 梅原裕一郎
- 使用ボトルマン - ケルペプスDX

とても真⾯⽬なランキング7位のボトルスター。常にフェアでルール違反のない戦いを求め、不正は即座に糾弾する。⼀⽅で、⾃分に間違いがあれば素直に謝ることができる。その性格ゆえに、練習のやりすぎが原因で⾻折した過去があるとかないとか。
江原田 アヤタ（えばらた アヤタ）
声 - 藤原夏海
- 使用ボトルマン - アヤワシDX

ノーマルランクのボトルバトラーにも関わらず、BMAの最新型ボトルマンの適任者として選ばれたことで強さと⾃信を持つようになった。周囲のボトルバトラーよりも年下だが、堂々としたバトルスタイル。
紅 ハク（くれない ハク）
声 - 柿原徹也
- 使用ボトルマン - ロイヤルグリフォンDX

ボトルスター三闘神の⼀⼈。三闘神⼀の模範的ボトルバトラー。常に笑顔でファンサービスを⼤事にしており、サインを断らない。戦い⽅も穏やかで、脅威の安定感を誇っている。
斬 サンタ（ざん サンタ）
声 - 岩崎諒太
- 使用ボトルマン - タンサターンDX

ブロンズランク333位のボトルバトラー。明るくて卑屈な性格。人気者になりたくてボトルキングを目指している。考えるより直感で動くタイプで、よくトラブルに巻き込まれる。自分は地味なボトルバトラーだと自覚しており、そんな自分がボトルキングになれば同じような子たちに勇気を与えられるのではないかと思っているが、恥ずかしいので口にしたことはない。
アップ 奈々（アップ なな）
声 - 松井恵理子
BMAの公式実況アナウンサー。元ラッパーという経歴から、興奮するとラップ口調が出てしまう癖を持つ。現在も才能を生かし自身のラジオ番組を持っている。
流行 ポンタ（はやり ポンタ）/ シトラス
声 - 大塚剛央
- 使用ボトルマン - ドラゴジーナDX

コータの先輩であり良き友人。のんびり屋で頼りないが、いつも手作りの差し入れを持ってきてくれる。そんな優しさと面倒見の良さで、コータをはじめ後輩たちから愛されている。その正体は、失踪中のボトルキング「シトラス」であることが第32話で判明した。第39話でAIに意識を乗っ取られてしまうも、第44話で自らAIの呪縛を解いて再びコータの仲間となる。
帆狩 エリ（ほかり エリ）
声 - 長沢美樹
リョウの⺟にしてイオの妻。イオとの結婚後は、ボトルキングの夫を⽀えるためあらゆるサポートを⾏ってきた。数年前に病に倒れて以来、意識不明のまま⼊院中。
帆狩 マチコ（ほかり マチコ）
声 - 唐沢潤
リョウの叔母。
ディーンこうちゃか（ディーンコウチャカ）
声 - ディーンこうちゃか（高坂遊太）
コンビニ「デューヤマート」の店長代理。ボトルマンを愛し、超ボトル道の配信をしている。

### 用語
ボトルマン
ボトルバトルを行うのに必要な人型ホビー。
ボトルバトル
ボトルマンを用いた競技のこと。
ボトルバトラー
ボトルマンでボトルバトルをする者の総称。
バトルキャップ
スピードキャップ
穴が空いたスピード重視のキャップ。『B-伝説! バトルビーダマン』のスピード弾や『爆球Hit! クラッシュビーダマン』のスピードバレットへのオマージュ。
メタルキャップ
Webアニメ版のみ登場。金属製のキャップ。『B-伝説! バトルビーダマン』のメタル弾や『爆球Hit! クラッシュビーダマン』のメタルバレットへのオマージュ。
ドリンクワールド
Webアニメ版のみ登場。ボトルバトルをするための電脳世界。ボトルバトラーがコアボトルの飲み口に口を当てると召喚され、ドリンクワールドに召喚されたボトルバトラーはボトルマンの内部に入ったような感じでボトルバトルに挑戦する。観客はペットボトルに顔が付いた姿になる。
BMBC
Webアニメ版のみ登場。ボトルマンやボトルバトル、ドリンクワールドを生み出した企業。
BMA（BottleMan Association、ボトルマン運営組織）
テレビアニメ版のみ登場。ボトルマンやボトルバトルを生み出した企業。

### スタッフ
|                          | Webアニメ版                                         | テレビアニメ版                   |
| ------------------------ | --------------------------------------------------- | -------------------------------- |
| 原作                     | タカラトミー                                        | タカラトミー                     |
| コンセプトデザイン       | 西本尚央                                            | 西本尚央                         |
| 監督・音響監督           | 川崎逸朗                                            | 川崎逸朗                         |
| 助監督                   | 二宮壮史                                            | 球野たかひろ                     |
| プロップデザイン         | 二宮壮史                                            | 田村亮太、吉永真人               |
| シリーズ構成             | クオリアライターズ （八木崇夫、下村健、世俵まこと） | Qualia Writers Inc. 山本カズヨシ |
| キャラクターデザイン     | 小野早香                                            | 小野早香                         |
| サブキャラクターデザイン | 南方麻奈美                                          | 袖山麻美、加藤春奈               |
| メカデザイン             | 田村亮太                                            | 田村亮太                         |
| メカ監修                 | 吉田徹                                              |                                  |
| 色彩設計                 | 吉村智恵                                            | 吉村智恵                         |
| 美術監督                 | 保木いずみ、加藤浩                                  | 保木いずみ、加藤浩               |
| 美術設定                 | 加藤浩                                              | 加藤浩                           |
| 美術設定                 | 前田みつき                                          |                                  |
| 撮影監督                 | 臼田睦                                              | 臼田睦                           |
| 編集                     | 佐藤貴雄                                            | 平木大輔                         |
| 音楽                     | HIROSHI WATANABE                                    | HIROSHI WATANABE                 |
| プロデューサー           | 吉田啓祐                                            | 吉田啓祐                         |
| プロデューサー           | 小野原大輔、山本修平                                | 平野恭子、髙坂遊太、谷口葵       |
| 制作プロデューサー       | 庄司航                                              | 庄司航                           |
| アニメーション制作       | ガイナ                                              | ガイナ                           |
| 製作                     | タカラトミー                                        | テレビ大阪、ガイナ               |

### 主題歌
「キャップ革命 ボトルマン」（Webアニメ版）
ザ50回転ズによるWebアニメ版主題歌。作詞・作曲はダニー、編曲はザ50回転ズ。
「レディキャップ!」（テレビアニメ版、第1話 -第39話）
岡崎体育によるDX第1〜第3クール主題歌。作詞・作曲・編曲は岡崎体育。
最終回ではエンディング（挿入歌）として使用された。
「ResQ!!」（テレビアニメ版、第40話-第51話）
AXXX1SによるDX第4クール主題歌。作詞は杉本琢弥、作曲はPETTIN PATTIN、杉本琢弥。
第47話では挿入歌として使用された。

### 各話リスト

#### Webアニメ版
| 話数   | サブタイトル                                     | 脚本     | 絵コンテ | 演出     | 作画監督                     | メカ作画監督         | 初配信日       |
| ------ | ------------------------------------------------ | -------- | -------- | -------- | ---------------------------- | -------------------- | -------------- |
| 第1話  | オレとコーラマル！紅き伝説がいま始まる！         | 八木崇夫 | 川崎逸朗 | 川崎逸朗 | 南方麻奈美                   | 田村亮太 吉田徹      | 2020年 10月9日 |
| 第2話  | 蒼き龍！帆狩リョウとアクアスポーツ！             | 八木崇夫 | 川崎逸朗 | 川崎逸朗 | 池森絵美                     | 重田智（レイアウト） | 2020年 10月9日 |
| 第3話  | 燃え上がれ、紅蓮の炎！コーラマルの底力！         | 八木崇夫 | 川崎逸朗 | 川崎逸朗 | 大村将司                     | 重田智（レイアウト） | 10月16日       |
| 第4話  | 参上！カブいたアイツは大井ゴエモン！             | 八木崇夫 | 川崎逸朗 | 二宮壮史 | 陳達理                       | 田村亮太 吉田徹      | 10月16日       |
| 第5話  | 緑の狙撃手！ギョクロックは外さない               | 八木崇夫 | 川崎逸朗 | 二宮壮史 | 増田俊介                     | 田村亮太 吉田徹      | 10月23日       |
| 第6話  | 飛べ！ゴールへ向けたロングシュート               | 八木崇夫 | 川崎逸朗 | 二宮壮史 | 酒井春佳                     | 田村亮太 吉田徹      | 10月30日       |
| 第7話  | 真剣勝負！剛と柔の飛ばし合い                     | 八木崇夫 | 川崎逸朗 | 二宮壮史 | 大村将司                     | 田村亮太 吉田徹      | 11月6日        |
| 第8話  | 縦に回すスゴイやつ！峰崎ハンタの場惡地狩         | 八木崇夫 | 斎藤瑞華 | 三好なお | 南方麻奈美                   | 田村亮太 吉田徹      | 11月13日       |
| 第9話  | 奇襲！カーブショットのワンダーグレープ！         | 八木崇夫 | 斎藤瑞華 | 三好なお | 高原修司                     | 田村亮太 吉田徹      | 11月13日       |
| 第10話 | 延長戦！隙間を狙え、PK勝負                       | 八木崇夫 | 斎藤瑞華 | 三好なお | 増田俊介                     | 田村亮太 吉田徹      | 11月20日       |
| 第11話 | パワーVS縦回転！真っ向勝負のぶつかり合い         | 八木崇夫 | 斎藤瑞華 | 三好なお | 増田俊介                     | 田村亮太 吉田徹      | 11月27日       |
| 第12話 | 嗚呼、栄光の金キャップ                           | 八木崇夫 | 斎藤瑞華 | 三好なお | 池森絵美                     | 田村亮太 吉田徹      | 12月4日        |
| 第13話 | 大会始まる！ボトルキングは誰の手に!?             | 八木崇夫 | 斎藤瑞華 | 三好なお | 南方麻奈美 高原修司 二宮壮史 | 田村亮太 吉田徹      | 12月11日       |
| 第14話 | 超連射！雷神ドラムは鳴り止まない！               | 八木崇夫 | 斎藤瑞華 | 三好なお | 増田俊介                     | 田村亮太 吉田徹      | 12月18日       |
| 第15話 | プレッシャーを跳ね返せ！                         | 八木崇夫 | 斎藤瑞華 | 三好なお | 高原修司                     | 田村亮太 吉田徹      | 12月18日       |
| 第16話 | 叫べヒート！掴めヴィクトリー！                   | 八木崇夫 | 斎藤瑞華 | 三好なお | 増田俊介                     | 田村亮太 吉田徹      | 12月25日       |
| 第17話 | メタルの嵐！風神のストームは鳴りやまない！       | 八木崇夫 | 斎藤瑞華 | 矢的中   | 森かや乃                     | 田村亮太 吉田徹      | 2021年 1月1日  |
| 第18話 | 吼えろリヴァイアサン！覚醒のアクアスポーツ！     | 八木崇夫 | 斎藤瑞華 | 矢的中   | 池森絵美                     | 田村亮太 吉田徹      | 2021年 1月1日  |
| 第19話 | 激戦！海龍VS風神！                               | 八木崇夫 | 斎藤瑞華 | 矢的中   | 森かや乃 小野早香            | 田村亮太 吉田徹      | 1月8日         |
| 第20話 | 特訓開始！勝利に向かって走れ……ない!?             | 八木崇夫 | 田中和哉 | 矢的中   | 酒井春佳 小野早香            | 田村亮太 吉田徹      | 1月15日        |
| 第21話 | 黄金の輝き！スパークリングノヴァ！               | 八木崇夫 | 田中和哉 | 矢的中   | 高原修司                     | 田村亮太 吉田徹      | 1月15日        |
| 第22話 | コンビ対決！勝つのはどっちだ!?                   | 八木崇夫 | 川崎逸朗 | 二宮壮史 | 二宮壮史                     | 田村亮太             | 1月22日        |
| 第23話 | 合体BM！龍神ブレンドラゴン！                     | 八木崇夫 | 川崎逸朗 | 二宮壮史 | 増田俊介                     | 田村亮太             | 1月22日        |
| 第24話 | ハジケろボトルマン！オレたちのビッグバンバトル！ | 八木崇夫 | 川崎逸朗 | 二宮壮史 | 増田俊介                     | 田村亮太             | 1月29日        |
| 第25話 | ふたりのカクメイ                                 | 八木崇夫 | 川崎逸朗 | 二宮壮史 | 高原修司                     | 吉田徹 田村亮太      | 2月5日         |

#### テレビアニメ版
| 話数   | サブタイトル                               | 脚本                  | 絵コンテ     | 演出         | 作画監督                                                                | 初放送日      |
| ------ | ------------------------------------------ | --------------------- | ------------ | ------------ | ----------------------------------------------------------------------- | ------------- |
| 第1話  | シュワッと誕生！コーラマルDX               | 山本カズヨシ          | 川崎逸朗     | 球野たかひろ | 増田俊介                                                                | 2022年 4月3日 |
| 第2話  | 神速三連射！アクアスポーツDX               | 山本カズヨシ          | 川崎逸朗     | 球野たかひろ | 増田俊介 村井圭太 森和江 坂井博美                                       | 4月10日       |
| 第3話  | クライマックス！勝つのはオレだ！           | 山本カズヨシ          | 川崎逸朗     | 球野たかひろ | Kim Ilbae Jung Daewoon                                                  | 4月17日       |
| 第4話  | シュワッとおかえり♪コーラマルDX            | 山本カズヨシ 加賀未恵 | 金澤洪充     | 矢的中       | Yu Hyeonjin Bang Seungjin                                               | 4月24日       |
| 第5話  | 解析しちゃうよ！コーラマルDX               | 山本カズヨシ 加賀未恵 | 金澤洪充     | 本間理莉     | 川島尚                                                                  | 5月1日        |
| 第6話  | これで決まりだ！パワーVSスピード           | 山本カズヨシ 加賀未恵 | 金澤洪充     | 吉澤太智     | 寺島征子                                                                | 5月8日        |
| 第7話  | 孤高のライフルガーディワンDX               | 持田康之              | 吉田徹       | 吉田徹       | STUDIO O2 STUDIO GREEN Lee Mikyung Hwang Mijung                         | 5月15日       |
| 第8話  | 波乱のチームバトル！                       | 持田康之              | 吉田徹       | 吉田徹       | STUDIO O2 Lee Sangmin Shin Jaeeun Nam Sangtae                           | 5月22日       |
| 第9話  | うなるレイドブレイブDX!倒せ三闘神！        | 持田康之              | 金澤洪充     | 渡邉哲哉     | Kim.S Lee.Y.M Park.J.S Lim.S.K                                          | 5月29日       |
| 第10話 | ハピバ！Dr.カオリのドクペピオンDX          | 小山眞                | 金澤洪充     | 渡邉哲哉     | Kim.S Kang.J.S Park.J.S Lim.S.K Lee.B.S                                 | 6月5日        |
| 第11話 | シュワッと来い来い！コーラマルDX           | 小山眞                | 金澤洪充     | 日下部優樹   | Lee Jongman                                                             | 6月12日       |
| 第12話 | 美しき蟹座！華麗なるアースローラーDX       | 小山眞                | 田中和哉     | 日下部優樹   | Kim Ranyeong Choi Eunyeong Park Yeonghi Yu Gyeongsuk                    | 6月19日       |
| 第13話 | 黒服たちかく語りき                         | 川崎逸朗              | 川崎逸朗     | 川崎逸朗     | 森和江                                                                  | 6月26日       |
| 第14話 | なんで!?狙われたコーラマルDX               | 持田康之              | アミノテツロ | 球野たかひろ | Kim Ilbae Jung Daewoon Hong Seokpyo                                     | 7月3日        |
| 第15話 | 百獣の殲滅王！金士師レオとC.C.レオンDX     | 持田康之              | アミノテツロ | 球野たかひろ | 増田俊介 酒井春香 村井圭太                                              | 7月10日       |
| 第16話 | 裏切り？奇襲!?大混戦！                     | 持田康之              | 博多正寿     | 吉澤太智     | 百代                                                                    | 7月17日       |
| 第17話 | シュワッと！スピードコアカスタム           | 持田康之              | 博多正寿     | 三好なお     | Kim Ilbae Jung Daewoon                                                  | 7月24日       |
| 第18話 | サイ強のボトルマン！アロサイダーDX         | 小山眞                | 吉田徹       | 吉田徹       | Lee Simin Lee Mikyung Hwang Mijung                                      | 7月31日       |
| 第19話 | ヤヤ!?親友同士の大激突！                   | 小山眞                | 吉田徹       | 吉田徹       | Lee Sangmin Shin Jaeeun Nam Sangtae                                     | 8月7日        |
| 第20話 | 私がルールブックだ！伊獣院シマン           | 小山眞                | 金澤洪充     | 矢的中       | 陳達理                                                                  | 8月14日       |
| 第21話 | ケルペプスDXのフェアプレー！               | 山本カズヨシ          | 金澤洪充     | 矢的中       | 陳達理                                                                  | 8月21日       |
| 第22話 | もう1体のコーラマルDX!?                    | 山本カズヨシ          | 二宮壮史     | 熨斗谷光孝   | Ho Seongjin Lee Jongman                                                 | 8月28日       |
| 第23話 | まるで別人？リョウの異変                   | 山本カズヨシ          | 金澤洪充     | 吉澤太智     | 百代                                                                    | 9月4日        |
| 第24話 | 戦場のメェ～リィクリスマス                 | 山本カズヨシ          | 金澤洪充     | 三好なお     | Kim Ilbae Jung Daewoon                                                  | 9月11日       |
| 第25話 | かかってこいヤ！タンサターンDX             | 山本カズヨシ          | 金澤洪充     | 三好なお     | S.Kim J.W.Kim Y.M.Lee B.S.Lee                                           | 9月18日       |
| 第26話 | バースト!?目を覚ませ！帆狩リョウ！         | 持田康之              | 金澤洪充     | 清水あきら   | Lee Jongman                                                             | 9月25日       |
| 第27話 | 取り戻せ、コーラマル・エナジーDX!          | 小山眞                | 川崎逸朗     | 球野たかひろ | 加藤春奈                                                                | 10月2日       |
| 第28話 | 大激突！コータVSリョウ！                   | 小山眞                | 川崎逸朗     | 矢的中       | Lee Simin Lee Mikyung Hwang Mijung                                      | 10月9日       |
| 第29話 | 黒服たちカブ語りき                         | -                     | 川崎逸朗     | 川崎逸朗     | 森和江                                                                  | 10月16日      |
| 第30話 | BMAの危機!?天下分け目の三番勝負！          | 持田康之              | 金澤洪充     | 球野たかひろ | Lee Sangmin Nam Sangtae                                                 | 10月23日      |
| 第31話 | 裏切りのハク！驚異のLミルカイザーDX!       | 持田康之              | 金澤洪充     | 三好なお     | 村井圭太 酒井春佳                                                       | 10月30日      |
| 第32話 | ボトルキング・シトラス現る！               | 山本カズヨシ          | 金澤洪充     | 熨斗谷光孝   | 南伸一郎 魏旭龍 杜伟峰 陈亮                                             | 11月6日       |
| 第33話 | 解放！ロイヤルグリフォンDX!!               | 山本カズヨシ          | 田中和哉     | 我羅奈瓶太   | 松下純子 飯飼一幸                                                       | 11月13日      |
| 第34話 | シュワッとフェアとトリプルインパクト！     | 小山眞                | 二宮壮史     | 我羅奈瓶太   | 飯塚葉子                                                                | 11月20日      |
| 第35話 | 吹き荒れろキャップの嵐！レオVSリョウ！     | 小山眞                | 吉田徹       | 球野たかひろ | 百代                                                                    | 11月27日      |
| 第36話 | 止まった猛牛                               | 小山眞                | 渡邉哲哉     | 三好なお     | Lee Yeongmi Min Hyeonsuk Lee Seokyun Jeong Sejeong Jo Mijeong Lee Jitak | 12月4日       |
| 第37話 | 登場！シトラスのドラゴジーナDX!            | 小山眞                | 渡邉哲哉     | 栗山美秀     | 村井圭太                                                                | 12月11日      |
| 第38話 | 決着!?コータVS紅ハク！                     | 持田康之              | 金澤洪充     | 球野たかひろ | Lee Sangmin                                                             | 12月18日      |
| 第39話 | 絶対王者                                   | 持田康之              | 金澤洪充     | 水野健太郎   | Lee Simin Lee Mikyung Hwang Mijung                                      | 12月25日      |
| 第40話 | バイタルシンク、隠された真実！             | 持田康之              | 金澤洪充     | 熨斗谷光孝   | Lee Jongman                                                             | 2023年 1月8日 |
| 第41話 | イロハの相棒！友情のヴァルハスDX！         | 持田康之              | 金澤洪充     | 矢的中       | 百代                                                                    | 1月15日       |
| 第42話 | チームシトラスの脅威                       | 山本カズヨシ          | 田中和哉     | 栗山美秀     | H.J.Kim J.W.Kim B.S.Lee S.K.Im Y.M.Lee S.H.Park                         | 1月22日       |
| 第43話 | 紅ハクの逆襲！                             | 山本カズヨシ          | 金澤洪充     | 信田ユウ     | 森和江 村井圭太 Lee Yeongmi                                             | 1月29日       |
| 第44話 | シュワッとを捨てろ!?                       | 山本カズヨシ          | 金澤洪充     | 信田ユウ     | 飯飼一幸 飯塚葉子                                                       | 2月5日        |
| 第45話 | 決着！コータVSツバサ                       | 山本カズヨシ          | 渡邉哲哉     | 三好なお     | Lee Simin Lee Mikyung                                                   | 2月12日       |
| 第46話 | さよなら帆狩リョウ                         | 加賀未恵              | 渡邉哲哉     | 水野健太郎   | Choi Heeeun Kim Hyunah Cho Junghwa                                      | 2月19日       |
| 第47話 | 帰ってきた流行ポンタ                       | 持田康之              | 川崎逸朗     | 水野健太郎   | 加藤春奈                                                                | 2月26日       |
| 第48話 | 全員参戦！ボトルキング決定戦！             | 持田康之              | 田中和哉     | 球野たかひろ | 加藤春奈                                                                | 3月5日        |
| 第49話 | 大乱戦！ボトルロイヤルDX！                 | 小山眞                | 二宮壮史     | 矢的中       | Lee Yeongmi Yoon Heeyoung Min Hyeonsuk Jo Mijeong Lee Jitak             | 3月12日       |
| 第50話 | シュワッと輝け！スパークリングノヴァ！     | 小山眞                | 川崎逸朗     | 信田ユウ     | Lee Simin Hwang Mijung Lee Mikyung                                      | 3月19日       |
| 第51話 | ファイナルミッション！キャップは地球を救う | 山本カズヨシ          | 川崎逸朗     | 球野たかひろ | 増田俊介                                                                | 3月26日       |

### 放送局
| 放送期間                     | 放送時間         | 放送局         | 対象地域       | 備考                      |
| ---------------------------- | ---------------- | -------------- | -------------- | ------------------------- |
| 2022年4月3日 - 2023年3月26日 | 日曜 9:30 - 9:45 | テレビ大阪     | 大阪府         | 製作局 / リピート放送あり |
|                              |                  | テレビ北海道   | 北海道         |                           |
|                              |                  | テレビ東京     | 関東広域圏     |                           |
|                              |                  | テレビ愛知     | 愛知県         |                           |
|                              |                  | テレビせとうち | 岡山県・香川県 |                           |
|                              |                  | TVQ九州放送    | 福岡県         |                           |

| 国・地域 | 放送・配信期間               | 放送・配信時間     | 放送局・配信サイト | 備考                                      |
| -------- | ---------------------------- | ------------------ | ------------------ | ----------------------------------------- |
| 香港     | 2022年9月11日 - 2023年9月3日 | 日曜 17:15 - 17:30 | 無綫電視翡翠台     | 『激爆世紀 樽甲彈蓋人DX』のタイトルで放送 |

| テレビ大阪・テレビ東京系列 日曜 9:30 - 9:45                   | テレビ大阪・テレビ東京系列 日曜 9:30 - 9:45                                      | テレビ大阪・テレビ東京系列 日曜 9:30 - 9:45                                                              |
| 前番組                                                        | 番組名                                                                           | 次番組                                                                                                   |
| ------------------------------------------------------------- | -------------------------------------------------------------------------------- | --- |
| マジカパーティ （2021年4月4日 - 2022年3月27日） ※9:30 - 10:00 | キャップ革命 ボトルマンDX （2022年4月3日 - 2023年3月26日） - ※本番組までアニメ枠 | SNS発見アドベンチャー ふぉろみ&ただみ （2023年4月2日 - 9月24日） ※9:30 - 10:00 - ※同番組のみバラエティ枠 |

## 漫画
槙吾が漫画を担当した読み切りが、2021年2月15日発売の『月刊コロコロコミック』（小学館）3月号に掲載された。
2021年3月15日発売の『コロコロアニキ』2021年春号では今賀俊による『爆球連発!!スーパービーダマン ボトルマン特別編』と題した新作読み切りが掲載された。
2023年4月14日発売の『月刊コロコロコミック』5月号のとじこみ別冊では、友野春馬による『爆射ボトルマンG』が掲載された。